# جنگ (ترانه باب مارلی)
«جنگ» تک‌آهنگی از هنرمند اهل جامائیکا باب مارلی است که در سال ۱۹۷۶ میلادی منتشر شد. باب مارلی ترانه این آهنگ را به صورت تقریباً واژه به واژه بر اساس سخنرانی هایله سلاسی امپراتور اتیوپی در مجمع عمومی سازمان ملل متحد به تاریخ ۴ اکتبر ۱۹۶۳ سروده‌است. این ترانه در بریتانیا به صدر جدول ترانه‌های داغ مه ۱۹۷۶ رسید و تنها آهنگ باب مارلی بود که در آمریکا به جدول ده ترانه داغ راه یافت.

## متن ترانه
::Until the philosophy which hold one race superior / And another / Inferior / Is finally / And permanently / Discredited / And abandoned / -Everywhere is war - / Me say war.
That until there no longer / First class and second class citizens of any nation / Until the colour of a man's skin / Is of no more significance / than the colour of his eyes / - Me say war.
That until the basic human rights / Are equally guaranteed to all, / Without regard to race / - Dis a war.
That until that day / The dream of lasting peace, / World citizenship / Rule of international morality / Will remain in but a fleeting illusion to be pursued, / But never attained / - Now everywhere is war - / War.
And until the ignoble and unhappy regimes / that hold our brothers in Angola, / In Mozambique, / South Africa / Sub-human bondage / Have been toppled, / Utterly destroyed / - Well, everywhere is war - / Me say war.
War in the east, / War in the west, / War up north, / War down south - / War - war - / Rumours of war. / And until that day, / The African continent / Will not know peace, / We Africans will fight - we find it necessary / - And we know we shall win / As we are confident / In the victory
Of good over evil -/ Good over evil, yeah! / Good over evil - / Good over evil, yeah! / Good over evil - / Good over evil, yeah!

## ترجمه فارسی
تا وقتی فلسفه‌ای که یک نژاد را برتر و نژادی دیگر را پست‌تر می‌داند بالاخره و برای همیشه از اعتبار نیفتد و رها نشود، همه جا جنگ خواهد بود، و من هم خواهم جنگید
تا وقتی که دیگر شهروند درجه اول و درجه دوم در ملت‌ها وجود نداشته باشد، تا زمانی که رنگ پوست انسان اهمیتی بیشتر از رنگ چشمانش نداشته باشد، من خواهم جنگید
تا زمانی که حقوق بشر برای همه بدون توجه به نژادشان تضمین شود جنگ خواهد بود
تا زمانی که رژیم‌های نانجیب و ناشادی که برادرانمان را در آنگولا، موزامبیک و آفریقای جنوبی در بندی نابشری گرفتار کرده‌اند سرنگون نشوند و کاملاً نابود نگردند، همه جا جنگ خواهد بود، و من هم خواهم جنگید.
جنگ در شرق، جنگ در غرب، جنگ در شمال، جنگ در جنوب، جنگ، جنگ، شایعه جنگ، و تا آن روز قاره آفریقا صلح را نخواهد شناخت. ما آفریقایی‌ها خواهیم جنگید. ما جنگ را لازم می‌دانیم، و می‌دانیم که ما پیروز خواهیم بود، چرا که در پیروزی حق بر باطل ایمان داریم، پیروزی حق بر باطل، آری! حق بر باطل، آری!